# Orlinek (województwo podlaskie)
Orlinek – wieś w Polsce, położona w województwie podlaskim, w powiecie sejneńskim, w gminie Krasnopol.
| SIMC    | Nazwa        | Rodzaj    |
| ------- | ------------ | --------- |
| 0761182 | Małe Raczki  | część wsi |
| 0761199 | Ślepa Kiszka | część wsi |

W latach 1975–1998 wieś administracyjnie należała do województwa suwalskiego.